# Give My Regards to Broad Street
| Recensione                     | Giudizio |
| ------------------------------ | -------- |
| AllMusic                       | [ 5 ]    |
| Encyclopedia of Popular Music  | [ 6 ]    |
| The Essential Rock Discography | 3/10     |
| MusicHound                     | [ 8 ]    |
| Q                              | [ 9 ]    |
| The Rolling Stone Album Guide  | [ 10 ]   |
| Ondarock                       | 6/10     |

Give My Regards to Broad Street è il settimo album da solista di Paul McCartney, colonna sonora del film Broad Street da lui prodotto e interpretato.

## Storia
Disco e film uscirono entrambi nel 1984, dopo il successo dei precedenti album di McCartney Tug of War e Pipes of Peace. Il film si rivelò un disastro finanziario al botteghino, ma l'album della colonna sonora vendette bene.
Le riprese del film e la registrazione dell'album iniziarono nel novembre 1982, dopo il completamento di Pipes of Peace. La lavorazione continuò fino al luglio dell'anno seguente. Nel mezzo, Pipes of Peace e i singoli estratti da esso furono pubblicati, così l'uscita del film venne posticipata all'autunno del 1984 per non accavallare i due progetti.
Preceduto dal singolo No More Lonely Nights, un successo mondiale da top 10 con la partecipazione di David Gilmour alla chitarra, Give My Regards to Broad Street debuttò al primo posto della classifica inglese diventando disco di platino, e raggiunse il 21º posto negli Stati Uniti. Il disco è anche l'ultimo album frutto della breve collaborazione di McCartney con l'etichetta Columbia Records negli USA, che era iniziata con l'ultimo album dei Wings Back to the Egg nel 1979. Infatti McCartney rifirmò un accordo con la EMI per la distribuzione in terra americana dei suoi album.
La maggior parte del materiale contenuto nel disco, consiste in nuove versioni di brani dei Beatles: Good Day Sunshine, Yesterday, Here, There and Everywhere, For No One, Eleanor Rigby e The Long and Winding Road. Sono presenti anche rifacimenti di brani più recenti di McCartney da solista come Silly Love Songs, Ballroom Dancing, Wanderlust e So Bad. Oltre a No More Lonely Nights (presente anche in versione dance), gli unici brani inediti sono Not Such A Bad Boy, No Values e una versione orchestrale di Eleanor Rigby intitolata Eleanor's Dream.
La ballata No More Lonely Nights fu invece un successo (n.2 in UK e n.6 in America): il brano fu inciso dal vivo in studio, in una seduta di sole tre ore.
Contemporaneamente con la prima del film in novembre, venne pubblicato il singolo We All Stand Together, registrato da McCartney nel 1980 per il cortometraggio animato Rupert the Bear, e divenne un successo in Gran Bretagna, dove raggiunse il 3º posto in classifica. Il cortometraggio animato fu accluso al film, e doveva essere proiettato immediatamente prima di Give My Regards To Broad Street, ma questo si avverò raramente al di fuori del Regno Unito, dove il personaggio di Rupert the Bear era molto meno popolare.
Nel 1993 Give My Regards to Broad Street è stato ristampato e rimasterizzato in versione CD come parte della serie "The Paul McCartney Collection" con l'aggiunta di due ulteriori versioni dance di No More Lonely Nights come tracce bonus.

## Tracce
Tutti i brani sono opera di Paul McCartney, eccetto dove indicato.
1. No More Lonely Nights (Ballad) - 5:14
2. Good Day Sunshine (Lennon/McCartney) / Corridor Music - 2:33
3. Yesterday (Lennon/McCartney) - 1:42
4. Here, There and Everywhere (Lennon/McCartney) - 1:43
5. Wanderlust - 4:06
6. Ballroom Dancing - 4:50
7. Silly Love Songs/Reprise - 5:27
8. Not Such a Bad Boy - 3:28
9. So Bad - 3:24
10. No Values/No More Lonely Nights - 4:12
11. For No One (Lennon/McCartney) - 2:12
12. Eleanor Rigby/Eleanor'Dream (Lennon/McCartney) - 9:11
13. The Long and Winding Road (Lennon/McCartney) - 3:56
14. No More Lonely Nights (Playout version) - 5:03

## Formazione
- Paul McCartney - voce, basso, clavicembalo elettrico, chitarra acustica, pianoforte, tastiere
- Herbie Flowers - basso
- Louis Johnson - basso
- John Paul Jones - basso
- John Dean - batteria, percussioni
- Stuart Elliott - batteria
- Dave Mattacks - batteria
- Jeff Porcaro - batteria
- Ringo Starr - batteria
- Dave Edmunds - chitarra
- Eric Ford - chitarra
- David Gilmour - chitarra
- Steve Lukather - chitarra, cori
- Chris Spedding - chitarra
- Eric Stewart - chitarra
- Gerry Butler - pianoforte
- George Martin - pianoforte
- Linda McCartney - pianoforte, tastiere, cori
- Trevor Barstow - tastiere
- Anne Dudley - synth
- Jody Linscott - percussioni
- Victor Ash - sax tenore
- Derek Grossmith - sax alto, clarinetto
- Eddie Mordue - sax tenore, clarinetto
- Dick Morrissey - sax
- Bobby Haughey - tromba
- Chris Smith - trombone
- Jack Armstrong - corno
- John Barclay - corno, cori
- Jeffrey Byrant - corno, corno francese
- Allan Donney - corno
- Thomas Ferguson - corno
- Jerry Hey - corno
- Phil Jones - corno
- Charles Loper - corno
- Henry MacKenzie - corno
- Chris Pyne - corno
- Doug Robinson - corno
- Stan Sulzmann - corno, cori
- Ray Swinfield - corno
- Derek Watkins - corno
- Tommy Wittle - corno
- Lawrence Williams - corno
- Dan Willis - corno, cori
- Dave Willis - corno
- David Willis - corno
- Tony Gilber - violino
- Patrick Halling - violino
- Raymond Keenlyside - violino
- Laurie Lewis - violino
- Kenneth Sillito - archi